# Austin Powers Operation: Trivia
Austin Powers Operation: Trivia es un videojuego de trivia de 1999 basado en las películas de Austin Powers. Fue desarrollado por Berkeley Systems y publicado por Sierra Attractions para Microsoft Windows y Macintosh. En América del Norte, se estrenó en mayo de 1999 para coincidir con el debut en cines de Austin Powers: el espía seductor.

## Jugabilidad
Austin Powers Operation: Trivia es un juego de preguntas y respuestas basado en las películas de Austin Powers. En el juego, el Dr. Evil ha secuestrado a Austin Powers y lo retiene en el Electric Psychedelic Pussycat Swingers Club, donde obliga a Austin a participar en un concurso de trivia llamado Win, Lose or Die. Si el Dr. Evil gana, se apoderará de la Tierra. Win, Lose or Die está presentado por un personaje robot, Host Bot, que no aparece en las películas de Austin Powers. El jugador elige jugar como Austin Powers o como el Dr. Evil, y el juego incluye una opción para dos jugadores. El juego incluye más de 500 preguntas, que se relacionan con el conocimiento de las películas de Austin Powers, así como con la cultura popular desde la década de 1960 hasta la de 1990. Las preguntas se dividen en cuatro categorías en el siguiente orden:
- Necesita la información: se le pregunta al jugador sobre eventos históricos y se le ofrecen múltiples respuestas para elegir.[8]
- Stop 'n Go-Go: el jugador recibe cuatro respuestas correctas y tres respuestas falsas, y solo puede seleccionar cuatro de las siete. Si una de las cuatro respuestas elegidas es incorrecta, el jugador pierde.[8]
- Mantenerse alejado: el jugador debe conservar las respuestas relacionadas con un tema determinado y descartar las respuestas que no sean relevantes para el tema.[3][4][7]
- Cadena loca: después de la primera pregunta, cada pregunta subsiguiente se relaciona con la respuesta correcta de la pregunta anterior.[8]

## Desarrollo y lanzamiento
Austin Powers Operation: Trivia fue desarrollado por Berkeley Systems y publicado por Sierra Attractions. El juego incluye clips de Mike Myers en su doble papel de Austin Powers y Dr. Evil. Excluyendo los clips, los personajes tienen la voz de Colin Mahan, quien también presta su voz al Host Bot. En Estados Unidos, el juego fue lanzado a finales de mayo de 1999, coincidiendo con el estreno en cines de Austin Powers: The Spy Who Shagged Me. El juego también fue lanzado en el Reino Unido ese año. Fue distribuido como un juego híbrido de Microsoft Windows/Macintosh. Para promocionar el juego, Berkeley Systems lanzó un sorteo en el que los jugadores podían ganar premios de varios copatrocinadores.
Michael Marriott, escribiendo para The New York Times, describió al juego como un «error», afirmando que si bien el juego «captura la apariencia y el sonido» de las películas, «tiene poco que ver con el verdadero espíritu de Austin Powers y sus batallas con su principal enemigo, el Dr. Evil». Woody Phillips de Macworld afirmó que el juego tuvo éxito por ser «más divertido que el concurso de preguntas de pub promedio, pero no hay profundidad: no hay suficientes preguntas y muy pocas rondas». Phillips afirmó además: «Los gráficos cursis y la música retro son ligeramente divertidos, pero no por mucho tiempo». Los críticos creyeron que el juego tendría un atractivo particular para los fanáticos de Austin Powers. Brad Cook de AllGame escribió que el juego «es muy divertido de jugar, incluso si no eres fanático de ninguna de las películas de Austin Powers». Los críticos afirmaron que el juego sería más divertido si se juega con amigos. Algunos críticos consideraron que el modo Keep Away era confuso, y las publicaciones del Reino Unido se mostraron decepcionadas porque el juego se centra en gran medida en trivialidades estadounidenses, lo que hace que las preguntas sean difíciles para los no estadounidenses.
Los críticos compararon el juego con la serie You Don't Know Jack, también de Berkeley Systems.    Mark Hill, de PC Zone, escribió que mientras You Don't Know Jack «es siempre divertido y te sorprende cada vez que lo juegas, Austin Powers es repetitivo y se vuelve irritante con bastante rapidez». Hill estaba particularmente decepcionado por la limitada participación de Myers en el juego. Kim Randell de Computer and Video Games describió negativamente el juego como You Don't Know Jack «con un trabajo de pintura psicodélico». Agata Budinska de PC PowerPlay afirmó que no había mucha diferencia entre el juego y You Don't Know Jack, aparte de la adición del tema de Austin Powers. Marcel Meyer de The Austin Chronicle creía que los fanáticos de You Don't Know Jack disfrutarían el juego.
Budinska se mostró decepcionada porque varias preguntas no parecían estar relacionadas con Austin Powers, y escribió: «No esperen que su vasto y expansivo banco de datos triviales relacionados con Austin Powers sea puesto a prueba». Charles Ardai de Computer Gaming World escribió que muchas preguntas «se quedan cortas», mientras que «las que realmente requieren conocimiento de datos triviales sobre Austin Powers en lugar de arcanos generales de la cultura pop solo agradarán a los fanáticos incondicionales de las películas». Cook afirmó que «hay demasiadas preguntas tomadas directamente de las películas de Austin Powers, y generalmente son del tipo que solo sabrías si fueras un gran fanático de ellas». Game Revolution también se quejó de la abundancia de preguntas relacionadas con Austin Powers, y lo calificó de «autopromoción descarada» de las películas. John Broady, de GameSpot, consideró que las preguntas eran, en general, demasiado difíciles y afirmó que los jugadores tendrían que estar familiarizados con las películas para competir en el juego.
La actuación de voz de Mahan recibió elogios y críticas. Tal Blevins de IGN elogió la banda sonora y las voces en off de Mahan, escribiendo: «Si bien su Austin Powers está un poco fuera de tono, tiene al Dr. Evil a la perfección». Game Revolution elogió el trabajo de doblaje y consideró que Mahan es un buen imitador de Myers. James Turner de GamePro también consideró que el trabajo de doblaje era auténtico. Zack Stern de Inside Mac Games escribió que el trabajo de voz «siempre es bueno, y a veces es magnífico». Cook afirmó que Mahan «hace un trabajo bastante bueno, aunque hay algunos puntos en los que su imitación falla». Ardai afirmó que si bien la imitación «no es mala, tampoco es del todo correcta». Budinska criticó las voces en off por ser muy pobres, mientras que Broady criticó al «impostor que intenta desesperadamente imitar las entonaciones de Austin, pero que en cambio parece un mal actor en una obra de teatro de secundaria». Broady también criticó el uso repetido del juego de frases hechas limitadas de Austin Powers y Dr. Evil. Neva Chonin de SFGate.com escribió que muchos de los chistes del juego «se vuelven aburridos rápidamente, al igual que el sonido del Dr. Evil y Austin Powers intercambiando bromas y maldiciones trilladas».
En los Game Critics Awards de 1999, Austin Powers Operation: Trivia fue nominado en la categoría de «Mejor juego de rompecabezas/trivia/sala», pero perdió ante Um Jammer Lammy.